# フェリックス・デ・アサーラ

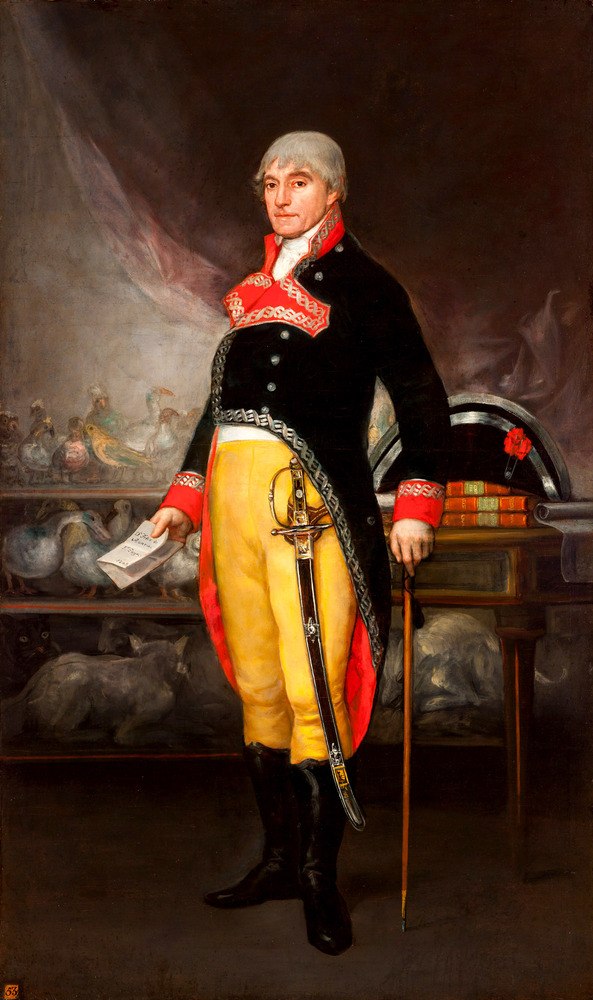
フランシスコ・デ・ゴヤのフェリックス・マヌエル・デ・アサーラの肖像画

フェリックス・マヌエル・デ・アサーラ（Félix Manuel de Azara、1746年5月18日 - 1821年10月20日）は、スペインの軍人、技術者、博物学者である。

## 生涯
ウエスカ県バルブニャーレスに生まれた。陸軍に入隊し、軍事大学に入学した。エンジニアとして、多くの探検に参加した。13年間、軍籍にあり、准将まで昇進した。
1777年に、スペインとポルトガルの間でサン・イルデフォンソ条約が結ばれ、新大陸のポルトガルとスペイン植民地の間での国境紛争調停の交渉するためにリオ・デ・ラ・プラタへの交渉代表団に選ばれ、新大陸に出発した。ポルトガルの代表団は、到着せず、アサーラは1781年から1801年まで、新大陸に留まった。時間をつぶすために、地域の正確な地図の作成を試み、そのなかで自然を観察を始めた。448種の鳥類を記載し、性別の違いなどの重複を整理して381種を研究し178種の鳥類を同定した。78種の四足動物を調べ、43種が新種であった。ヨーロッパに戻る前に、パリのスペイン大使を務める、兄のホセ・ニコラス・デ・アサーラ（José Nicolás de Azara）に観察記録を送り、1901年にパリで、『パラグアイの四足動物の自然史研究』（"Essai sur l'histoire naturelle des quadrupèdes du Paraguay"）として出版された。1902年に"Apuntamientos para la Historia natural de los cuadrúpedos del Paraguay y Río de la Plata"を出版した。ヨーロッパに戻った後、兄のいるパリで1809年に『1781年から1801年の、アメリカ旅行』（"Voyage dans l'Amerique meridionale depuis 1781 jusqu'en 1801"）を出版した。兄の死の後、スペインに戻り、いくつかの役職を務めた。
アザーラの著作は批判もあったが、受け入れられた。ビュフォンの『博物誌』の多くの誤りを正そうとしたもので、ビュフォンへの批判が過剰に見られるが、チャールズ・ダーウィンらによって高く評価された。
カマドドリ属のミヤマオナガカマドドリの学名（Synallaxis azarae）やネズミ目のDasyprocta azaraeに名前が残されている。月面のリンクルリッジのドルサ・アザーラに献名されている。